# Anny Ratnawati

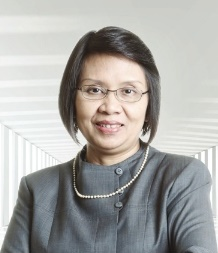
Anny Ratnawati (2014)

Anny Ratnawati (* 24. Februar 1962 in Yogyakarta) ist eine indonesische Agrarökonomin, die unter anderem zwischen 2010 und 2014 stellvertretende Finanzministerin war. Innerhalb der Finanzwelt befasste sie sich insbesondere mit der nationalen Wirtschaftsentwicklung auf der Grundlage der inländischen Finanzkraft.

## Leben
Anny Ratnawati begann nach dem Schulbesuch ein Studium der Agrarwissenschaften am Landwirtschaftsinstitut von Bogor (Institut Pertanian Bogor), das sie am 12. Oktober 1985 mit einem Bachelor of Science (B.S. Agriculture) beendete. Ein darauffolgendes postgraduales Studium der Agrarökonomie am Institut Pertanian Bogor schloss sie am 4. Juni 1989 mit einem Master of Science (M.S. Agricultural economics) ab. Am 1. November 1996 erwarb sie schließlich einen Doktor der Agrarökonomie (Ph.D. Agricultural economics) am Institut Pertanian Bogor und war im Anschluss selbst mehrere Jahre lang als Forscherin und Dozentin am IPB tätig.
2005 wurde Anny Ratnawati Mitglied des Aufsichtsrates der Bank Indonesia, der Zentralbank Indonesiens, und gehörte diesem Gremium bis 2008 an. Nachdem sie 2008 dem Beraterstab des Finanzministers angehörte, war sie 2008 Dozentin der Ausbildungs- und Fortbildungsagentur (Badan Pendidikan dan Pelatihan Keuangan) des Finanzministeriums. Am 8. Juli 2008 wurde sie Generaldirektorin der Haushaltsabteilung des Finanzministeriums. 
Am 20. Mai 2010 wurde sie im Zweiten Vereinigten Kabinett von Präsident Susilo Bambang Yudhoyono stellvertretende Finanzministerin (Wakil Menteri Keuangan) und war damit bis zum 20. Oktober 2014 eine der Vertreter von Finanzminister Agus Martowardojo (2010 bis 2013) beziehungsweise Muhamad Chatib Basri (2013 bis 2014). Sie wurde zudem 2010 Mitglied des Aufsichtsrates des staatlichen Erdöl- und Erdgasunternehmens Pertamina und war von 2012 bis 2014 kraft Amtes Mitglied der Speziellen Task Force für vorgelagerte Öl- und Gasgeschäftsaktivitäten sowie des Aufsichtsrates der Finanzdienstleistungsbehörde OJK (Otoritas Jasa Keuangan). Während ihrer Zeit als stellvertretende Finanzministerin hatte sie ein Projekt zur Gleichstellung der Geschlechter in Höhe von 1,7 Billionen Indonesische Rupiah (IDR) unterzeichnet, das Teil eines Programms der Millenniums-Entwicklungsziele war.
Nach ihrem Ausscheiden aus dem Finanzministerium wurde Anny Ratnawati 2015 Mitglied des Aufsichtsrates der Bank Negara Indonesia BNI.